# Autovia 2
Autovia 2 ou Autovia Juan Manuel Fangio mais conhecida como Rota 2 é uma via expressa argentina de 370 km. Está construída seguindo a planta da velha Rota Nacional n.° 2. Uma lei provincial designou esta estrada como Autovia Juan Manuel Fangio.
Estende-se desde as rotas provinciais 1 e 36 e a Rota Nacional A004 na rotatória  Juan María Gutiérrez que está localizada no limite entre as localidades de Juan María Gutiérrez (partido de Berazategui) e Engenheiro Allan (partido de Florencio Varela). Encontra-se em sobreposição num trajeto de 6 km com a Rota Provincial 36 até a localidade de El Pato, Partido de Berazategui, e culmina seu trajeto na Rota Nacional 226, cidade de Mar del Plata.
A Autovia 2 está concessionada e possui duas estações de pedágio. Conta com mais de 30 postos de abastecimento, telefones fixos para comunicações de emergência e uma estação de rádio na que se informa o estado da via. É uma das estradas com maior tráfico do país, especialmente em época estival, já que une a capital da Argentina com a cidade balneária de Mar del Plata e, através de outras rotas provinciais, diferentes destinos turísticos da costa atlântica de Buenos Aires.
Quase todas as interseções das estradas com a autovia são passagens de nível, sem pontes para permitir a separação de tráfico. Também existe uma passagem de nível com a Ferrovia General Roca na zona rural e outro na zona urbana. E logo seguindo o trajeto da atual Autovia 32, continuava por Brandsen. Logo seguia pelas vias do Ferrocarril del Sud, cruzando-as até o Mar del Plata.

## Interseções e pontes
A seguir, se mostram as interseções com outras vias e e ferrovias e todos as pontes que possuí está autovia. Para a drenagem das águas superficiais a empresa concessionária construiu 470 bueiros transversais e 320 mais para a evacuação de água do canteiro central.
|  |  | Unknown route-map component "RM" |

|  | Unknown route-map component "RMq" | Unknown route-map component "RMIdo" | Unknown route-map component "RMq" |

|  |  | Unknown route-map component "RM" |

|  |  | Unknown route-map component "RM" |

|  |  | Unknown route-map component "SKRZ-Go" |

|  |  | Unknown route-map component "RM" |

|  |  | Unknown route-map component "RMIdo" | Unknown route-map component "exSTRq" |

|  |  | Unknown route-map component "RM" |

|  |  | Unknown route-map component "exSKRZ-G+eBUE" |

|  |  | Unknown route-map component "MWNODE" | Unknown route-map component "exSTRq" |

|  |  | Unknown route-map component "RM" |

|  |  | Unknown route-map component "exSKRZ-G+eBUE" |

|  | Unknown route-map component "RMq" | Unknown route-map component "RMIcu" | Unknown route-map component "RMq" |

|  |  | Unknown route-map component "RM" |

|  | Transverse water | Unknown route-map component "RMoW2" | Transverse water |

|  |  | Unknown route-map component "RM" |

|  | Transverse water | Unknown route-map component "RMoW2" | Transverse water |

|  |  | Unknown route-map component "RM" |

|  | Unknown route-map component "exSTRq" | Unknown route-map component "MWNODE" | Unknown route-map component "exSTRq" |

|  |  | Unknown route-map component "RM" |

|  |  | Restricted border on track |

|  |  | Unknown route-map component "RM" |

|  | Transverse water | Unknown route-map component "RMoW2" | Transverse water |

|  | Transverse water | Unknown route-map component "RMoW2" | Transverse water |

|  |  | Unknown route-map component "RM" |

|  | Unknown route-map component "exSTRq" | Unknown route-map component "MWNODE" | Unknown route-map component "exSTRq" |

|  |  | Unknown route-map component "RM" |

|  | Unknown route-map component "exSTRq" | Unknown route-map component "MWNODE" |  |

|  | Unknown route-map component "exSTRq" | Unknown route-map component "MWNODE" | Unknown route-map component "exSTRq" |

|  |  | Unknown route-map component "RM" |

|  | Unknown route-map component "exSTRq" | Unknown route-map component "RMIdo" |  |

|  |  | Unknown route-map component "RM" |

|  | Transverse water | Unknown route-map component "RMoW2" | Transverse water |

|  |  | Unknown route-map component "RM" |

| Unknown route-map component "lDAMPF" |  | Unknown route-map component "SKRZ-Go" |  |

|  |  | Unknown route-map component "RM" |

|  | Transverse water | Unknown route-map component "RMoW2" | Transverse water |

|  |  | Unknown route-map component "RM" |

|  | Transverse water | Unknown route-map component "RMoW2" | Transverse water |

|  |  | Unknown route-map component "RM" |

|  | Transverse water | Unknown route-map component "RMoW2" | Transverse water |

|  |  | Unknown route-map component "RM" |

|  | Unknown route-map component "exSTRq" | Unknown route-map component "MWNODE" |  |

|  |  | Unknown route-map component "RM" |

|  | Transverse water | Unknown route-map component "RMoW2" | Transverse water |

|  |  | Unknown route-map component "RM" |

|  | Unknown route-map component "exSTRq" | Unknown route-map component "MWNODE" |  |

|  |  | Unknown route-map component "RM" |

|  | Transverse water | Unknown route-map component "RMoW2" | Transverse water |

|  |  | Unknown route-map component "RMIfu4" | Unknown route-map component "RMq" |

| Unknown route-map component "lDAMPF" |  | Unknown route-map component "SKRZ-Go" |  |

|  | Unknown route-map component "exSTRq" | Unknown route-map component "MWNODE" |  |

|  |  | Unknown route-map component "RMIfu4" | Unknown route-map component "RMq" |

|  |  | Unknown route-map component "RM" |

|  | Transverse water | Unknown route-map component "RMoW2" | Transverse water |

|  |  | Unknown route-map component "RM" |

|  | Unknown route-map component "exSTRq" | Unknown route-map component "MWNODE" |  |

|  |  | Unknown route-map component "RM" |

|  | Transverse water | Unknown route-map component "RMoW2" | Transverse water |

|  | Transverse water | Unknown route-map component "RMoW2" | Transverse water |

|  | Transverse water | Unknown route-map component "RMoW2" | Transverse water |

|  |  | Unknown route-map component "RM" |

|  |  | Unknown route-map component "MWNODE" | Unknown route-map component "exSTRq" |

| Unknown route-map component "lDAMPF" |  | Unknown route-map component "exSKRZ-G+eBUE" |  |

|  |  | Unknown route-map component "RM" |

|  | Transverse water | Unknown route-map component "RMoW2" | Transverse water |

|  | Transverse water | Unknown route-map component "RMoW2" | Transverse water |

|  |  | Unknown route-map component "RM" |

|  |  | Restricted border on track |

|  |  | Unknown route-map component "RM" |

|  | Unknown route-map component "exSTRq" | Unknown route-map component "MWNODE" | Unknown route-map component "exSTRq" |

|  |  | Unknown route-map component "RM" |

|  | Transverse water | Unknown route-map component "RMoW2" | Transverse water |

|  |  | Unknown route-map component "RM" |

|  | Transverse water | Unknown route-map component "RMoW2" | Transverse water |

|  |  | Unknown route-map component "RM" |

|  | Transverse water | Unknown route-map component "RMoW2" | Transverse water |

|  |  | Unknown route-map component "RM" |

|  | Unknown route-map component "exSTRq" | Unknown route-map component "MWNODE" |  |

|  |  | Unknown route-map component "RM" |

|  | Transverse water | Unknown route-map component "RMoW2" | Transverse water |

|  | Transverse water | Unknown route-map component "RMoW2" | Transverse water |

|  |  | Unknown route-map component "RM" |

|  | Transverse water | Unknown route-map component "RMoW2" | Transverse water |

|  |  | Unknown route-map component "RM" |

|  | Transverse water | Unknown route-map component "RMoW2" | Transverse water |

|  |  | Unknown route-map component "RM" |

|  | Transverse water | Unknown route-map component "RMoW2" | Transverse water |

|  |  | Unknown route-map component "RM" |

|  |  | Unknown route-map component "MWNODE" | Unknown route-map component "exSTRq" |

|  |  | Unknown route-map component "RM" |

|  | Transverse water | Unknown route-map component "RMoW2" | Transverse water |

|  |  | Unknown route-map component "RM" |

| Airport |  | Unknown route-map component "MWNODE" | Unknown route-map component "RMq" |

|  | Transverse water | Unknown route-map component "RMoW2" | Transverse water |

|  |  | Unknown route-map component "MWNODE" | Unknown route-map component "RMq" |

|  |  | Unknown route-map component "RM" |

| Unknown route-map component "lDAMPF" |  | Unknown route-map component "exSKRZ-G+eBUE" |  |

|  | Unknown route-map component "RMq" | Unknown route-map component "MWNODE" | Unknown route-map component "RMq" |

|  |  | Unknown route-map component "RM" |

## História

### Estrada de terra

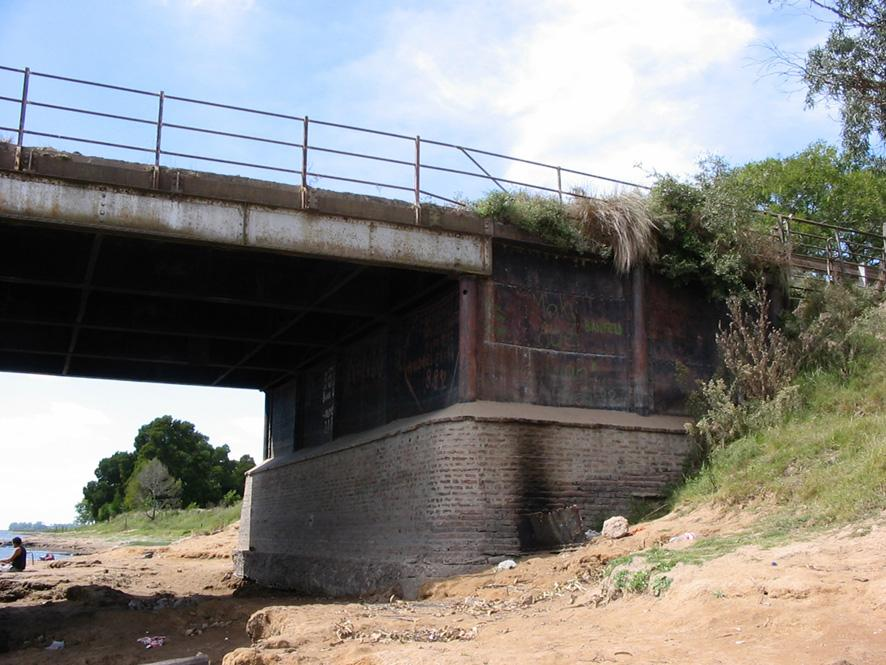
extremo sul da antiga ponte La Postrera

O Touring Club Argentino construiu o caminho de terra de Buenos Aires ao Mar del Plata entre o ano 1910. O trajeto entre Buenos Aires e Chascomús era diferente do atual, já que a estrada passava pelas cidades de Avellaneda, Quilmes e Florencio Varela pela Estrada General Belgrano que foi pavimentada entre 1912 e 1916, E logo, seguindo o trajeto da atual Rota Provincial 53, continuava para Brandsen. Logo seguia as ferrovias do Ferrocarril del Sud, cruzando-as várias vezes, até o Mar del Plata.
Mediante essa estrada, que piorava com as chuvas, os automóveis demoravam aproximadamente dois dias para realizar o trajeto de Buenos Aires até o Mar del Plata.
As pontes mais largas eram as que cruzavam os rios Samborombón e Salado. A primeira era uma passarela muito precária construída pelo Automóvil Club Argentino e o segundo era a ponta La Postrera feito de ferro com base de alvenaria, construída em 1872 pelo engenheiro Luis Augusto Huergo, com 170 metros de comprimento. Durante as obras de ampliação do rio Salado para aumentar seu volume e assim prevenir inundações, no ano de 2005 se retirou esta ponte substituindo por outra de concreto de 275 m de comprimento.

### Estrada pavimentada
A declaração sancionada pelo Segundo Congresso de Vialidad reunido na Cidade de Buenos Aires durante os dias 12 e 17 de agosto de 1929 solicitava ao Presidente da República, Hipólito Yrigoyen, a construção deste caminho, que serviria para a comunicação comercial e econômica agrária de quase uma terceira parte da Província de Buenos Aires bem como facilitaria o turismo.
Este caminho foi retirado da rede nacional a pedido do governo provincial que manifestou seu desejo de ser ele quem fizesse a obra. Os engenheiros vias provinciais determinaram que se construísse a estrada pavimentada bordeando a costa do Oceano Atlântico. Isto motivou a preparação de um memorial por parte do Movimento pró-adoção da rota tradicional com o aval dos intendentes e diversas associações da zona explicando as vantagens da pavimentação da rota que se utilizava nesse momento. Entre elas se pode citar que a traça alternativa era uns 20% mais longa e não atravessava populações, enquanto na rota habilitada até esse momento tinha sete postos de abastecimento. Dito memorial, aprovado em assembleia celebrada em Dores o 2 de julho de 1933, estava dirigido ao governador provincial, a Direção Nacional de Vialidad e o Presidente da República.
Em maio de 1934 a Nação e e província firmaram um acordo dividindo em dois trechos a construção da estrada pavimentada, utilizando a planta indicada pela Direção Nacional de Vialidad: entre Avellaneda e Dolores, a construir pela entidade vial nacional e da última cidade ao Mar del Plata, que deveria ser executado pela Província de Buenos Aires, com fundos federais. Os trabalhos começaram em 13 de dezembro de 1934. O primeiro trecho se terminou em 23 de janeiro de 1938.
O trecho de 208 km de Dolores ao Mar del Plata que incluía o acesso ao Parque Camet (atual Avenida Constitución) e o acesso atual Avenida Juan B. Justo se dividiu em seis seções de 13, 39, 53, 45, 48 e 10 km de norte a sul, cada uma das quais foi foram concedidas a uma empresa diferente para construí-las em paralelo. Finalmente em 5 de outubro de 1938 se inaugurou a estrada pavimentada de Buenos Aires a Mar del Plata, após três anos de obras entre as cidades de Dolores e Mar del Plata, o que facilitou enormemente o acesso a cidade balnearia.

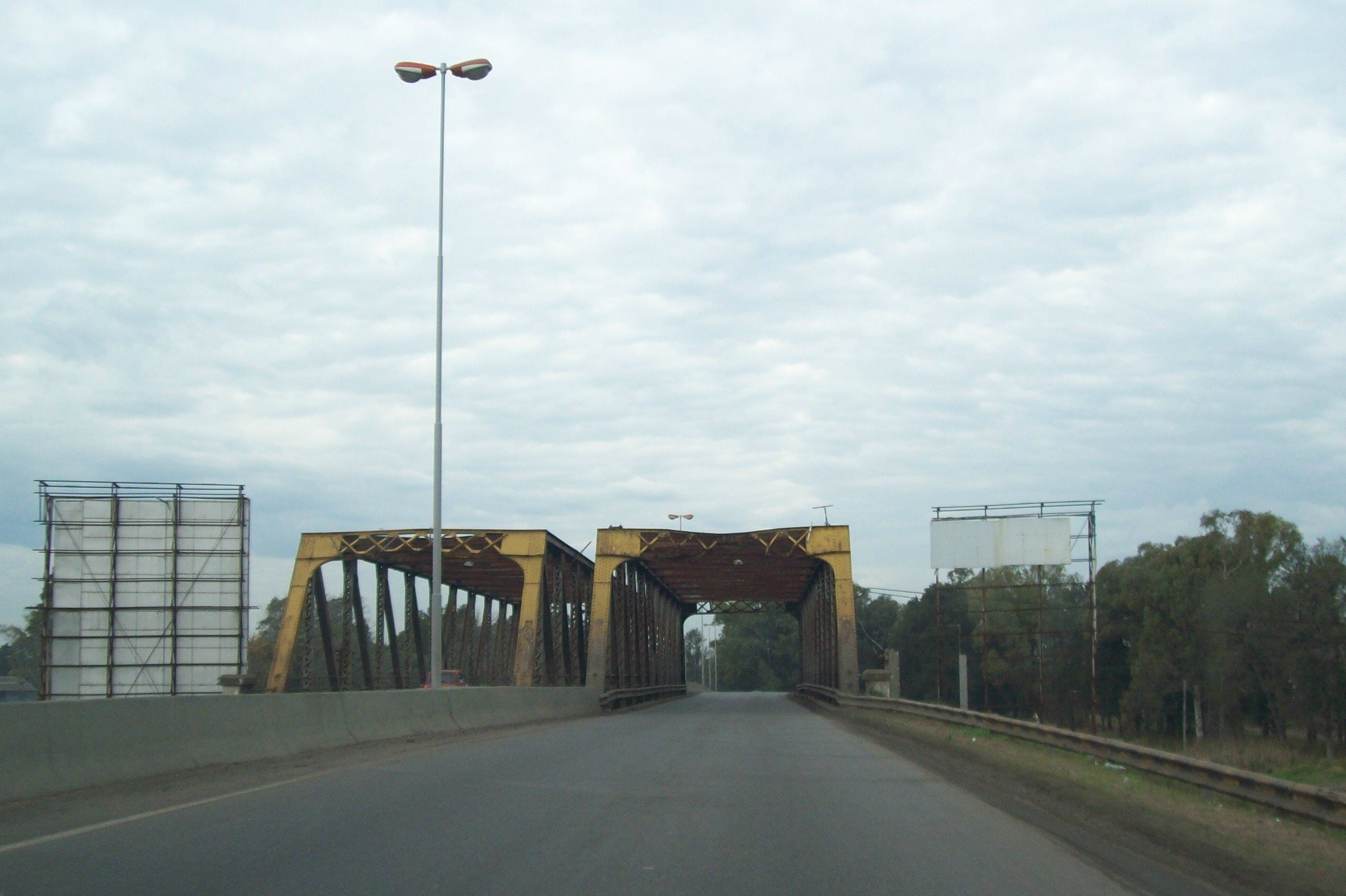
Ponte metálica sobre as vias do Ferrocarril Roca em Bosques.

A planta desde Buenos Aires a Chascomús se modificou para que a estrada passe por terrenos mais elevados e mais perto da cidade La Plata. Desta maneira a estrada reduzia a sua extensão em 13 km. Outra particularidade da nova estrada é que só teria três cruzamentos a nível com linhas de ferro importantes: uma ao sul de Chascomús (km 128), outro ao sul de Dolores (km 208,5) e o último dentro da atual zona urbana do Mar del Plata (km 403,5), correspondentes ao ramal Constitución a Mar del Plata del Ferrocarril del Sud. Para elas se construiu uma ponte metálica em Bosques e se planejou fazer um aterro para que o ramal Quilmes do Ferrocarril del Sud passe sobre a rota na localidade de Sarandí. Esta última obra sofreu vários atrasos até que finalmente o presidente Juan Domingo Perón a inaugurou em 4 de junho de 1953, eliminando as barreiras da Avenida Presidente Bartolomé Mitre.
Ademais havia um cruzamento a nível com ferrovia no atual partido de Berazategui, mais  três na de La Plata, outro na localidade de General Guido e o último em Vivoratá. Cruzamentos foram desativados com o encerramento destes ramais ferroviários nas décadas de 1960 e 1970, ainda que alguns serviços ferroviários irregulares tenham cruzaram a rota 2 na década de 1980. Logo das vias entre General Madariaga e Pinamar por parte da empresa estatal Ferrobaires, o cruzamento ferroviário de General Guido está localizado no km 251 começou a ser utilizado novamente para transporte de passageiros a partir de 7 de dezembro de 1996.
A estrada pavimentada produziu um aumento de turistas que chegavam de automóvel, em 1940 havia mais gente que chegava a Mar del Plata de automóvel do que de trem. Cinco anos antes só chegavam 18% de turistas de automóvel.
Em 5 de outubro de 1941 as entidades viais provincial e nacional firmaram um acordo de transferência da rota a jurisdição nacional. No início da rota a Ponte Nicolás Avellaneda sobre o Riachuelo, inaugurado no ano anterior, seguindo pelas atuais avenidas Sargento Ponce e Debenedetti ligando o Sarandí com a Avenida Presidente Bartolomé Mitre, e logo continuando pelo sudeste.
A Lei Provincial 4810, publicada no Boletim Oficial em 5 de setembro de 1942, designou esta estrada como Ruta General Bartolomé Mitre.

### Reconstrução
Na década de 1950 a rota estava em más condições devido a vários fatores.
Segundo o regulamento de trânsito de 1936 a velocidade máxima era de 50 km/h para caminhões e de 80 km/h para automóveis. Se bem a media de velocidade dos caminhões era de 30 a 40 km/h, vinte anos depois os veículos pesados circulavam a 80 km/h. A estrada não estava preparada para este aumento de velocidade, nem para o aumento de fluxo veicular, que se triplicou em 20 anos.
A mistura de solos usados para a construção da via não era de boa qualidade, já que por problemas de orçamento se usou material da zona.  Não se havia compactado corretamente o material, pelo que apareceram infiltrações de umidade que danificaram o pavimento. O dano mais importante se verificou no trecho Dolores – Mar del Plata.
Para solucionar este problema, o Governo Nacional licitou 15 máquinas que deveriam realizar trabalhos importantes na estrada que demoravam entre 12 e 24 meses de execução. A obra se estendeu entre 1956 e 1959 e se ampliou a pista a seu tamanho atual, que é de 7,30 metros de largura.

## Trânsito
De acordo a lei nacional de trânsito número 24449 modificada pela 26363 que está vigente na província de Buenos Aires desde o ano 2008, a velocidade máxima para automóveis E motocicletas é de 120 km/h na autovia, exceto em zonas urbanas, onde é de 60 km/h. Em vários trechos não há expropriações para a construção da autovia pelo que em determinadas curvas se diminui a velocidade máxima a 80 km/h que era a velocidade do trajeto original da via expressa pavimentada.
As velocidades se controlam mediante mais de uma dezena de radares fixos. Os dados oficiais indicavam que em janeiro de 2009  80% dos condutores superarão os máximos indicados nas placas.
Em 1968 se pavimentaram o acostamento, dividindo-se a obra em oito trechos para ser executados em paralelo por diferentes empresas empreiteiras. No ano 1978 se duplicou a sua extensão ao tamanho atual de 2,50 m.
Nesta época se construíram três pontes nos cruzamentos mais perigosos desta rota: a ponte sobre as vias do Ferrocarril General Roca ao sul da cidade de Chascomús no final da década de 1960, a ponte da Via General Belgrano sobre a superposição das rotas nacionais 1 e 2 no denominado Cruzamento Varela a princípios da década de 1970 e a ponte da Rota Nacional 215, denominada atualmente Rota Provincial 215, sobre a rota 2 no Cruzamento Etcheverry, localizado na localidade homônima e inaugurado em 14 de dizembro de 1979.
O contrato de concessão prevê a conversão de autovia a autopista e a retificação de curvas para aumentar a velocidade do trajeto a 120 km/h.

### Medições de trânsito

Trânsito médio diário anual nos anos 1993, 1996 e 1999.

Para poder fixar prioridades para melhorar rutas ou desenhar cruzamentos com outras estradas, a Direção Provincial de Vialidad de Buenos Aires dividiu a sua rede de rodovias em trechos com trânsito uniforme, sem cruzamentos de muito movimento. Em cada trecho se calcula o trânsito médio diário anual, que resulta de dividir a quantidade de veículos que circulam pelo ano pela quantidade de dias que tenha o ano (365 ou 366). O trânsito nesta estrada sofre grandes variações estacionais, por que no verão e em Semana Santa a quantidade de veículos na rota é mais elevada.
O gráfico mostra o trânsito médio diário anual correspondente aos anos 1993, 1996 e 1999, durante o período de construção da autovia.
Com a obra terminada, a maior parte do trânsito corresponde ao trecho desde o início, no Gran Buenos Aires, até Dolores. Em 1999 arredor da metade do volume veicular se desviou pela Rota Provincial 63 desde Dolores pelos destinos turísticos da costa atlântica. Em anos anteriores e desde a inauguração do pavimento entre a localidade de Pipinas e a Esquina de Crotto en 1981, a maior parte do trânsito com destino as localidades balnearias entre San Clemente del Tuyú e Mar Azul circulava pela Rota Provincial 36 e a Rota Provincial 11, evitando assim a congestionada Rota 2.
Depois da construção da autovia o trânsito por esta estrada continuou em aumento, registrando-se no ano 2009 um valor aproximado de 20 000 veículos diariamente na média anual ao norte de Dolores e de 10 000 ao sul desta cidade. O trânsito é notavelmente estacional, já que que em janeiro de 2009 pouco mais de um milhão de automóveis passaram pelo pedágio em Samborombón, em junho do mesmo ano se registraram uns trezentos mil veículos. Os dias de mudança turística pode haver 3000 veículos por hora.

## Geografia

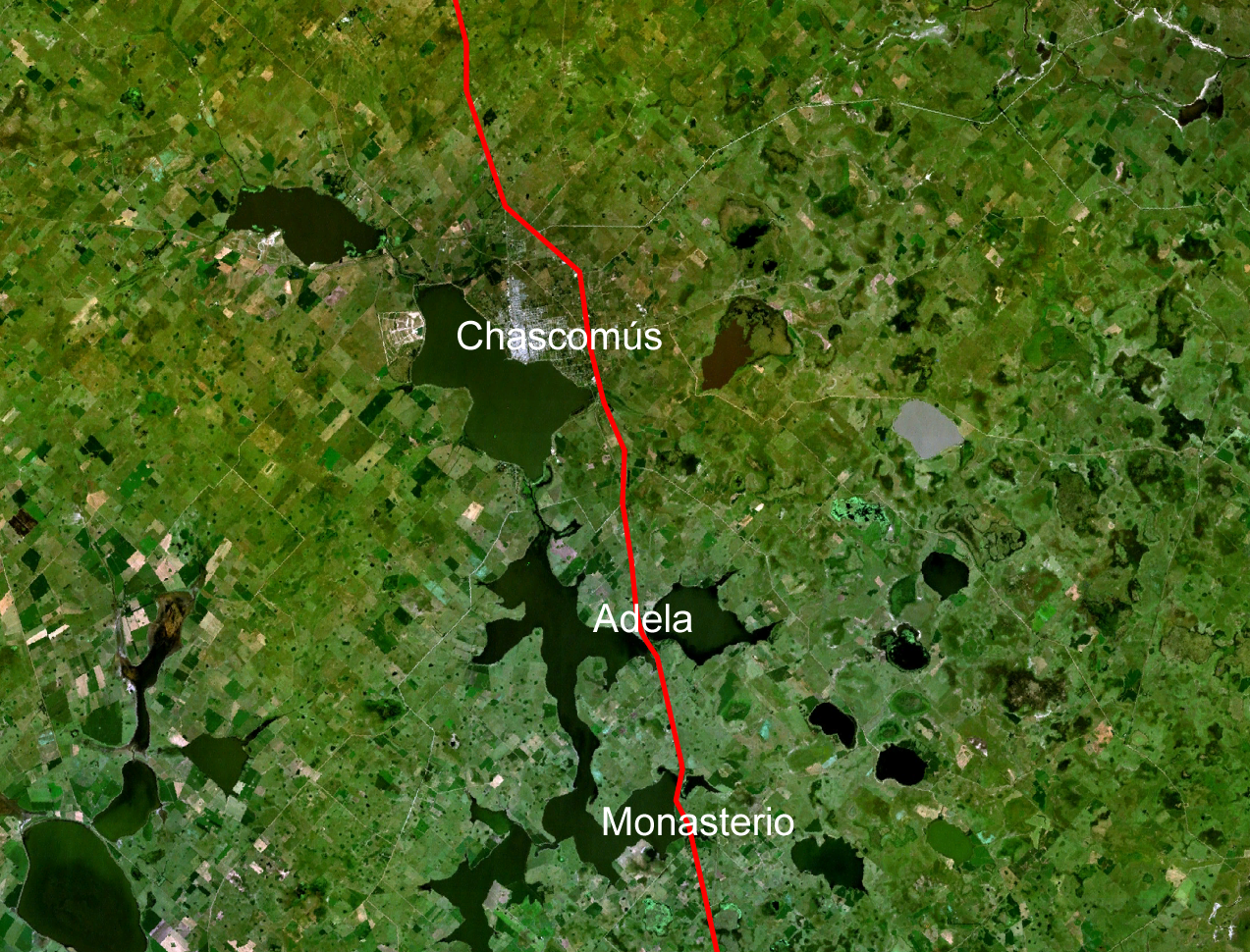
Sistema de lagoas ao redor da Autovia 2 no partido de Chascomús, Província de Buenos Aires, Argentina

Os rios mais importantes que cruza esta rodovia são Samborombón, no limite entre os partidos de Brandsen e Chascomús e o Rio Salado, com mais de 100 metros de largura, no limite entre os partidos de Lezama e Castelli. O primeiro rio normalmente tem pouca água mas na estação das chuvas seu nível pode aumentar consideravelmente. Dependendo do mar a água é muito escassa e não permite a sua rápida drenagem.
A estrada se encontra nas zonas geográficas denominadas Pampa ondulada e Pampa deprimida, ao norte e ao sul do rio Samborombón respectivamente.
Na última região, também conhecida como Zona deprimida del Salado, caracterizada por sua baixa altura sobre o nível do mar, dentro dos partidos de Chascomús e Lezama se encontra o sistema de seis lagoas acorrentadas muito perto da via expressa, ao oeste da estrada: as lagoas Vitel, Chascomús, Adela o Manantiales, Chis Chis, La Tablilla e Las Barrancas. A água flui do norte ao sul, desaguando no rio Salado. A lagoa del Burro se encontra ao oeste da autovia junto a Adela. Em todos esses corpos de água se prática a pesca de Odontesthes bonariensis, Traíra, Mugil e carpas.

## Segurança
Desde o ano 1971 o governo provincial realiza o Operativo Sol, no que milhares de policiais custodiam as rotas e as diferentes localidades turísticas da costa atlântica durante o verão. Estes operativos realizam-se na temporada estival, entre a última semana de dezembro e princípio de março, já que neste período incrementa-se significativamente o tráfico. O objetivo da presença policial nas rotas é a segurança via e a prevenção de acidentes. A maioria dos agentes pertencem a outras zonas da província.